# Jochen Mass
Jochen Richard Mass (Múnich; 30 de septiembre de 1946-Cannes; 4 de mayo de 2025) fue un piloto de automovilismo alemán. Logró una victoria y ocho podios en Fórmula 1 con el equipo McLaren, resultando sexto en el campeonato 1977 como mejor resultado.
También obtuvo 32 victorias en el Campeonato Mundial de Resistencia, destacándose las 24 Horas de Le Mans de 1989 y las 12 Horas de Sebring de 1987, y fue subcampeón en 1984, 1985, 1989 y 1990. Mass consiguió además ocho victorias en el Deutsche Rennsport Meisterschaft, resultando campeón en 1985.
Desde 1993 hasta 1997, Mass fue comentarista de Fórmula 1 en el canal de televisión alemán RTL.

## Carrera deportiva

### Turismos
Mass tuvo éxito en las competencias de automóviles deportivos, ganando trascendencia con su actuación en el Campeonato Europeo de Turismos a principios de los años 1970. 
En 1972, Mass formó un equipo con Hans-Joachim Stuck con el cual triunfó en las 24 Horas de Spa, al mando de un Ford Capri RS 2600. Ese año, obtuvo el Campeonato Europeo de Turismos.

### Monoplazas
Mass fue subcampeón 1973 de la Fórmula 2 Europea. Ese año debutó en la Fórmula 1 en el Gran Premio de Gran Bretaña de 1973 con el equipo Surtees. En 1974 disputó el campeonato entero con dicha escudería.
Su etapa más exitosa fue con el equipo McLaren entre 1975 y 1977, resultando octavo, noveno y sexto respectivamente en el campeonato de pilotos. A lo largo de los tres años, ganó su única carrera en el Gran Premio de España de 1975, y logró ocho podios.
Luego de correr un año con ATS, obtuvo tres puntos en 1979 y cuatro en 1980 con Arrows, destacándose un cuarto puesto en Mónaco 1980. Su última temporada en Fórmula 1 fue con March/Rothmans en 1982. Jochen fue responsable del choque fatal de Gilles Villeneuve en el Gran Premio de Bélgica de 1982, cuando Mass circulaba a muy baja velocidad en la línea de carrera de Gilles. La colisión en la última vuelta clasificatoria resultó mortal para el piloto canadiense, quien se encontraba en plena disputa con Didier Pironi, su coequipier de Ferrari. Mass se retiró de la Fórmula 1 luego de provocar otro incidente en el Gran Premio de Francia de ese año.

### Resistencia, DRM e IMSA
En paralelo a su actividad en la Fórmula 1, Mass continuó corriendo en deportivos y turismos. En 1982 llegó segundo en las 24 Horas de Le Mans con un Porsche 956 oficial.
En 1983, Mass se dedicó de lleno al Campeonato Mundial de Resistencia como piloto oficial de Porsche. Resultó tercero en el campeonato de pilotos, por detrás de sus compañeros de equipo Jacky Ickx y Derek Bell, logrando dos victorias y cinco podios.
El alemán consiguió dos triunfos y ocho podios en el Campeonato Mundial de Resistencia 1984, la mayoría de las veces junto a Ickx. De este modo, consiguió el subcampeonato por detrás de Stefan Bellof. También fue segundo por detrás de Bellof en el Deutsche Rennsport Meisterschaft, pilotando también un Porsche.
Mass pasó a pilotar un Porsche 962C en la temporada 1985. Logró tres victorias y cinco podios junto a Ickx, por lo que fue nuevamente subcampeón ante Bell y Hans-Joachim Stuck.
El alemán disputó algunas fechas del Campeonato Mundial de Resistencia 1986, sin lograr podios. En cambio, obtuvo cuatro podios con Porsche en el Campeonato IMSA GT, terminando 13º.
En 1987 ganó en las 12 Horas de Sebring del Campeonato IMSA GT con un Porsche 962 junto a Bobby Rahal. Luego ganó otras tres fechas, por lo que resultó tercero en el campeonato. También obtuvo tres podios en el Campeonato Mundial de Resistencia pilotando un Porsche 962C, para quedar octavo en la tabla general.
El equipo Sauber Mercedes fichó a Mass como titular para el Campeonato Mundial de Resistencia 1988. Cosechó cuatro victoria y siete podios junto a Jean-Louis Schlesser, y terminó quinto en el clasificador final.

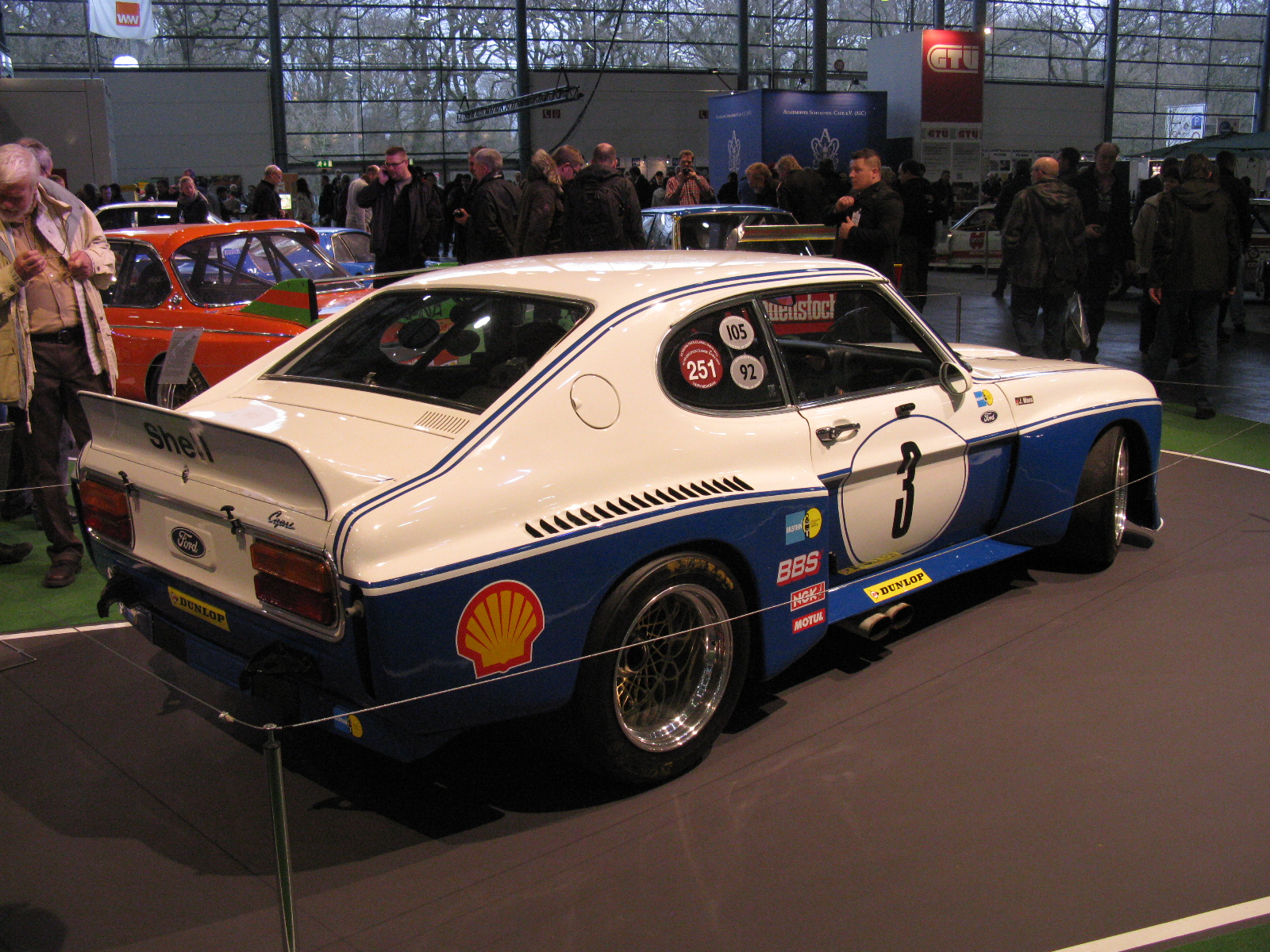
Ford Capri utilizado por Mass en 1972

En 1989, Mass triunfó en la más prestigiosa de las carreras de larga duración, las 24 Horas de Le Mans. Por su parte, logró cuatro victorias junto a Schlesser en el Campeonato Mundial de Resistencia, pero fue subcampeón por haberse ausentado en una fecha.
El alemán siguió con Sauber Mercedes en el Campeonato Mundial de Resistencia 1990, rotando como compañeros de butaca a Karl Wendlinger, Michael Schumacher y Heinz-Harald Frentzen. Obtuvo dos victorias y siete podios, terminando como subcampeón por detrás de Schlesser y Mauro Baldi.
En 1991, Sauber Mercedes pasó a competir en la clase C2 del Campeonato Mundial de Resistencia. Corriendo nuevamente junto a Schlesser, el alemán logró tres victorias de clase y finalizó séptimo en el campeonato de pilotos combinado.
En los últimos tiempos, Jochen Mass se ha dedicado a conducir automóviles históricos de Mercedes-Benz. En las Mille Miglia de 2004, manejó el mismo Mercedes-Benz 300 SL con el que Stirling Moss había triunfado en 1955. Con el objetivo de recaudar fondos para caridad, el asiento de acompañante junto a él se remató y se otorgó al mejor postor.

### Carreras de camiones
En 2006 participó en la primera temporada del Campeonato de Europa de Carreras de Camiones, corriendo la última carrera en Le Mans, para el equipo Euroline Truck Racing Team.

## Fallecimiento
Jochen Mass murió el 4 de mayo de 2025 en Cannes debido a un derrame cerebral.

## Resultados

### Fórmula 1
(Clave) (negrita indica pole position) (cursiva indica vuelta rápida)

| Año  | Escudería             | 1       | 2       | 3       | 4       | 5       | 6       | 7       | 8       | 9       | 10      | 11      | 12      | 13      | 14      | 15      | 16      | 17      | Pos. | Puntos |
| ---- | --------------------- | ------- | ------- | ------- | ------- | ------- | ------- | ------- | ------- | ------- | ------- | ------- | ------- | ------- | ------- | ------- | ------- | ------- | ---- | ------ |
| 1973 | Team Surtees          | ARG     | BRA     | RSA     | ESP     | BEL     | MON     | SWE     | FRA     | GBR Ret | NED     | GER 7   | AUT     | ITA     | CAN     | USA Ret |         |         | NC   | 0      |
| 1974 | Team Surtees          | ARG Ret | BRA 17  | RSA Ret | ESP Ret | BEL Ret | MON DNS | SWE Ret | NED Ret | FRA Ret | GBR 14  | GER Ret | AUT     | ITA     |         |         |         |         | NC   | 0      |
| 1974 | Yardley McLaren       |         |         |         |         |         |         |         |         |         |         |         |         |         | CAN 16  | USA 7   |         |         | NC   | 0      |
| 1975 | Marlboro Team Texaco  | ARG 14  | BRA 3   | RSA 6   | ESP 1~  | MON 6   | BEL Ret | SWE Ret | NED Ret | FRA 3   | GBR 7   | GER Ret | AUT 4~  | ITA Ret | USA 3   |         |         |         | 8.º  | 20     |
| 1976 | Marlboro Team McLaren | BRA 6   | RSA 3   | USW 5   | ESP Ret | BEL 6   | MON 5   | SWE 11  | FRA 15  | GBR Ret | GER 3   | AUT 7   | NED 9   | ITA Ret | CAN 5   | USA 4   | JPN Ret |         | 9.º  | 19     |
| 1977 | Marlboro Team McLaren | ARG Ret | BRA Ret | RSA 5   | USW Ret | ESP 4   | MON 4   | BEL Ret | SWE 2   | FRA 9   | GBR 4   | GER Ret | AUT 6   | NED Ret | ITA 4   | USA Ret | CAN 3   | JPN Ret | 6.º  | 25     |
| 1978 | ATS Racing            | ARG 11  | BRA 7   | RSA Ret | USW Ret | MON DNQ | BEL 11  | ESP 9   | SWE 13  | FRA 13  | GBR NC  | GER Ret | AUT DNQ | NED DNQ | ITA     | USA     | CAN     |         | NC   | 0      |
| 1979 | Warsteiner Arrows     | ARG 8   | BRA 7   | RSA 12  | USW 9   | ESP 8   | BEL Ret | MON 6   | FRA 15  | GBR Ret | GER 6   | AUT Ret | NED 6   | ITA Ret | CAN DNQ | USA DNQ |         |         | 18.º | 3      |
| 1980 | Warsteiner Arrows     | ARG Ret | BRA 10  | RSA 6   | USW 7   | BEL Ret | MON 4   | FRA 10  | GBR 13  | GER 8   | AUT DNQ | NED DNS | ITA     | CAN 11  | USA Ret |         |         |         | 17.º | 4      |
| 1982 | March Grand Prix      | RSA 12  | BRA 8   | USW 8   | SMR     | BEL Ret | MON DNQ | USE 7   | CAN 11  | NED Ret | GBR 10  | FRA Ret | GER     | AUT     | SUI     | ITA     | LVG     |         | NC   | 0      |

### Resultados en el Campeonato de Europa de Carreras de Camiones
| Año  | Camión        | N.º | Equipo                     | 1   | 1   | 1   | 1   | 2   | 2   | 2   | 2   | 3   | 3   | 3   | 3   | 4   | 4   | 4   | 4   | 5   | 5   | 5   | 5   | 6   | 6   | 6   | 6   | 7   | 7   | 7   | 7   | 8   | 8   | 8   | 8   | 9      | 9      | 9      | 9      | Posición | Puntos |
| ---- | ------------- | --- | -------------------------- | --- | --- | --- | --- | --- | --- | --- | --- | --- | --- | --- | --- | --- | --- | --- | --- | --- | --- | --- | --- | --- | --- | --- | --- | --- | --- | --- | --- | --- | --- | --- | --- | ------ | ------ | ------ | ------ | -------- | ------ |
| 2006 | Mercedes-Benz | 28  | Euroline Truck Racing Team | BAR | BAR | BAR | BAR | MIS | MIS | MIS | MIS | ALB | ALB | ALB | ALB | NOG | NOG | NOG | NOG | NUR | NUR | NUR | NUR | MOS | MOS | MOS | MOS | ZOL | ZOL | ZOL | ZOL | JAR | JAR | JAR | JAR | LMS 11 | LMS 12 | LMS 12 | LMS 11 | 21.º     | 0      |